# Trioza obsoleta
Trioza obsoleta är en insektsart som först beskrevs av Buckton 1900.  Trioza obsoleta ingår i släktet Trioza och familjen spetsbladloppor. Inga underarter finns listade i Catalogue of Life.